# Burdwood-Insel
Die Burdwood-Insel ist eine Phantominsel, die im November 1828 durch den Kapitänleutnant Thomas Burdwood vom britischen Transportschiff Kains auf der Fahrt von Rio de Janeiro nach Valparaíso unter 54° 09' S und 59° 36' W gesichtet wurde. Über einen solchen Felsen wurde von spanischer Seite bereits 1813 berichtet, was allerdings als zweifelhaft angesehen wurde. Die Beobachtungen Kapitänleutnant Burdwoods wurden vom Kommandeur eines Handelsschiffs bestätigt, der die Position des Felsens ca. 120 Seemeilen südlich der Falklandinseln bestimmte.
Allerdings konnte die Insel weder von Robert FitzRoy während seiner zweiten Expedition im Dezember 1832 noch von James Clark Ross im November 1842 aufgefunden werden.
Bei den beiden Sichtungen, die Burdwoods Entdeckungen zu bestätigen scheinen, handelt es sich höchstwahrscheinlich um die südlich von Ostfalkland gelegene Beauchene Island (52° 53′ 11″ S, 59° 12′ 13″ W), während die relativ hohe Breitendistanz Burdwoods (1° 16') sich vermutlich auf eine Luftspiegelung der Beauchene Island zurückführen lässt, ein Phänomen, das in subpolaren Gewässern nicht ganz selten vorkommt.
Die Burdwood-Insel gab der ca. 200 km südlich der Falklandinseln gelegenen Burdwood Bank ihren Namen.